# Malkocs bég dzsámija
Malkocs bég dzsámija vagy Malkocs bég dzsámi a hódoltságkori török építészet egyik máig fennmaradt magyarországi emléke, egy 16. század közepéről származó dzsámi a Baranya vármegyei Siklóson.

## Története
A dzsámi építtetője Evlija Cselebi 17. századi beszámolója szerint Malkocs bég (Malkoç Bey), a kilisi (klisszai) szandzsákbég lehetett, valamikor 1543 és 1565 között. Siklós 1686. évi visszafoglalásakor még épségben állt a mecset, de az elkövetkezendő évszázadokban minaretje és előcsarnoka (szahn) elpusztult, az épület pedig többszöri átalakításon esett át. Török építészeti jellegét a piactér és fogadók szomszédságában álló alsóvárosi épület a 19. század derekára jórészt elveszítette. Ebből az időből ismert Rohbock Lajos metszete, amelyen a négyzet alaprajzú épületet sátortetővel fedett kupola koronázza, a nyolcszögű kupoladobot pedig egy-egy újabb kialakítású ablaknyílás törte át. A lakóházként használt épület a 19. század második felében további átalakításokon esett át, az eredeti ablaknyílások részben eltűntek, 1901-ben pedig – amikor több szomszédos házzal összeépítették – kupoláját és falainak egy részét is lebontották.
Az akkor a siklósi művelődési ház udvarán álló, gyakorlatilag elpusztultnak hitt dzsámi régészeti és műemléki feltárása 1969-ben indult meg Gerő Győző és Mendele Ferenc vezetésével. A műemléki helyreállításra az 1990-es évek első felében került sor, s bár a munkálatok csak 1994-re fejeződtek be, az épület 1993-ban elnyerte az Europa Nostra-díjat. A belső tér rekonstrukciójához nagy segítséget kaptak a szervezők az Ankarai Néprajzi Múzeumtól, amely korabeli szakrális tárgyakat bocsátott a siklósi dzsámi rendelkezésére. Napjainkban a helyreállított, rekonstruált belső terű épület belépőjegy ellenében látogatható, illetve a délszláv háború éveiben Siklóson és környékén letelepedett kisszámú iszlám közösség imahelye.

## Építészeti leírása

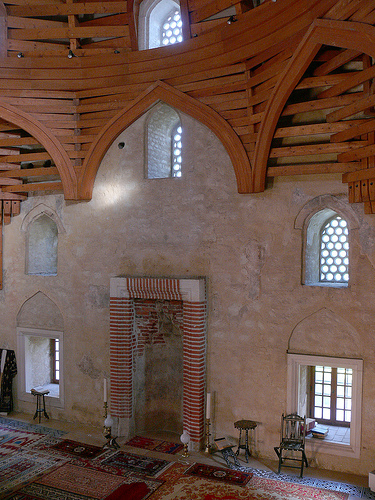
A belső tér részlete a mihrábbal

A felújított, négyzet alaprajzú dzsámi alapfalait kőből és téglából húzták fel, délkeleti homlokzatán a részben eredeti vakolatkvádereket újkori vakolás egészíti ki. Mérete: 12,2 méter x 12,2 méter. A homlokzatot eredetileg is három sor ablaknyílás törte át, melyek közül az egykor kőkeretes földszintiek egyenes záródásúak, szamárhátíves tükörrel. Az emeleti ablakok tompa csúcsíves záródásúak. Az épületbelsőbe nyíló bejárattal rendelkező minaret az épület nyugati sarkán állott, csupán lábazatának töredékes maradványai maradtak fenn. Az északnyugati homlokzaton helyezkedik el a bejárat, ezt valaha félnyeregtetővel védett kettős előcsarnok (szahn) védte, amelynek alapjait a régészeti ásatások során feltárták. A bejárati kaput idomtégla keretezi, egykor az ajtónyílást feltehetően díszes kőkeret szegélyezte.
Belül, a dzsámi Mekka felé néző, délkeleti falának közepén áll az imafülke, a mihráb. Tizenkét szögű záródású (ebből öt képzeletbeli sík a járószint alá esik), felső részét gazdagon díszített sztalaktitboltozat fedi. A mihráb egykori keretezését feltehetően szintén idomtégla alkotta. A belső falakat további, változatos formai kialakítású falifülkék tagolják. A feltárások alapján a mihráb jobb oldalán állt a kőalapozású szószék, a minbar, a bejárat felőli oldalon futó lépcső pedig a nők karzatához, illetve a minaretbe vezetett. Ezt szintén rekonstruálták. A falat díszítő feliratok és az eredeti belső vakolás nem maradt fenn.

## További irodalom
- Rados Jenő: Magyar építészettörténet (p. 161-168) – 1961. Bp. Műszaki K. – ETO 72 (439) 091
- Szerk. Fülep L.: A magyarországi művészet története (p. 371-372) – Bp.1961. Képzőműv. Alap K. – Kossuth Ny. 61.3465.
- Goldziher Ignác: Az iszlám kultúrája – Gondolat K. Bp. 1981. – ISBN 963-280-607-7
- H. Stierlin. Türkei – Architektur von Seldschuken bis Osmanen – Taschen Weltarchitektur – ISBN 382287857X
- H. Stierlin: Iszlám művészet és építészet – Bp. Alexandra K. – ISBN 963-368-127-8
- Siklós honlapja Archiválva 2009. március 23-i dátummal a Wayback Machine-ben